# Joseph Poitou
 (mai 2023).
Si vous disposez d'ouvrages ou d'articles de référence ou si vous connaissez des sites web de qualité traitant du thème abordé ici, merci de compléter l'article en donnant les références utiles à sa vérifiabilité et en les liant à la section « Notes et références ».
En pratique : Quelles sources sont attendues ? Comment ajouter mes sources ?
Joseph Poitou, né vers 1682 et mort en 1719,, est un ébéniste parisien. Il est l'un des fils de Philippe Poitou, lui aussi ébéniste (pour le roi puis pour le duc d'Orléans), et lui succède ainsi comme ébéniste attitré du duc d’Orléans. Il est connu pour avoir été l'un des rivaux de l'ébéniste André-Charles Boulle au cours des années 1710. De plus, il forme dans son atelier un autre ébéniste du XVIIIe siècle, Charles Cressent.
En 1710 ou 1717 selon les sources, il obtient le titre de maître ébéniste et décide de s’installer rue Notre-Dame-des-Victoires, au coin de la rue Joquelet, où il développe son entreprise. Il meurt en 1718, laissant sa veuve Claude Chevanne occuper leur maison. Elle se remarie l’année suivante avec Charles Cressent.